# Indiana Jones y la Máquina Infernal
Indiana Jones y la Máquina Infernal es un videojuego para PC, Game Boy Color y Nintendo 64 publicado en 1999, que basa su trama en el personaje cinematográfico Indiana Jones, desarrollado por LucasArts. Una versión para PlayStation se planifica pero fue cancelada al principio del desarrollo.

## Descripción
Es un juego dotado de acción - aventura, en el cual se debe resolver los problemas que se nos presenten para poder seguir avanzando. Ambientado en el año de 1947 y en lugares exóticos, como China, México, Egipto, etc. donde el famoso y aventurero arqueólogo deberá descubrir los secretos de la misteriosa "Máquina Infernal" de Marduk; pero para esto debemos involucrarnos en una enorme aventura.

## Historia
La historia del juego se desarrolla en 1947 y muestra al arqueólogo y aventurero Indiana Jones regresando a su carrera de excavador después de su participación en la Segunda Guerra Mundial.[14] Sophia Hapgood, una vieja amiga de Jones y miembro de la Agencia Central de Inteligencia,[15] lo visita en su sitio de excavación en Canyonlands y le informa que los soviéticos están excavando las ruinas de Babilonia.[16] Liderados por el Dr. Gennadi Volodnikov, un físico interesado en dimensiones alternativas,[17] el objetivo de los soviéticos es encontrar un arma más poderosa que la bomba nuclear, dándoles una ventaja decisiva en la Guerra Fría.[14]
Sophia contrata a Jones para investigar qué buscan exactamente los soviéticos, y él viaja a su lugar de excavación en el Reino de Irak. Allí, se une al jefe de Sophia, Simon Turner[18] y descubre que Volodnikov está buscando al dios babilónico Marduk que vive en otro plano llamado Aetherium.[19] En lo profundo de las ruinas de Etemenanki, Jones traduce antiguas tablillas cuneiformes que revelan la verdadera historia detrás de la Torre de Babel: hace 2600 años, Nabucodonosor II se inspiró en Marduk para construir un gran motor, pero los babilonios asustados derribaron la torre que lo albergaba, lo que llevó a cuatro de los discípulos del dios a escapar con algunas partes de esta "Máquina Infernal".[14][20]
Jones se embarca en un viaje para encontrar las cuatro piezas de la máquina antes que los soviéticos y las recupera de un monasterio en las montañas de la República Socialista Soviética de Kazajistán, un volcán activo en Palawan en Filipinas, un valle olmeca en México y una tumba cerca de Meroë en los desiertos del Sudán anglo-egipcio.[13] Se enfrenta a Volodnikov y Turner, quienes le exigen que entregue las piezas porque creen que no estarían seguros con el otro lado.[21] Desconfiando de sus compatriotas estadounidenses, pero optando por el mal menor, le da los papeles a Sophia y Turner.[22] Volodnikov dice que probablemente era mejor así, ya que Marduk se vengaría de aquellos que profanaron la máquina.[23]
Jones, alarmado, regresa a la Sala de las Tablas en Babilonia y encuentra una puerta ahora abierta que conduce a las ruinas, al núcleo de la Máquina Infernal. Se pone al día con Sophia y Turner, el último de los cuales tiene la intención de convencer a la otra dimensión para que coopere con los Estados Unidos, y utiliza las piezas de la máquina para activar el motor.[24] Turner empuja a Sophia, que no quiere, a una jaula mística para enviarla al Aetherium como embajadora.[25] Jones no ve otra forma más que matarlo para recuperar todas las partes y rescatarla.[26] Sin embargo, la máquina activada sale mal y Jones y Sophia son absorbidos por un portal que conduce a la otra dimensión. Allí, derrota al malévolo Marduk[27] y libera a Sophia de su jaula. Habiendo escapado de regreso a Babilonia, el equipo es recibido por Volodnikov, quien tiene curiosidad por saber si se encontraron con Dios en el otro lado, lo que Jones niega.[28] En la conversación que sigue, el médico soviético resulta menos extremista de lo que se suponía, y los tres se alejan hacia el amanecer en busca de una buena botella de vodka.[28] En un nivel extra, Jones regresa al templo peruano desde el estreno de la película En busca del arca perdida y descubre otro ídolo dorado en una habitación secreta.[29]